# Refrein (dichtkunst)
Een refrein (ook: referein of stokvers) is een gedicht waarin aan het einde van elke strofe dezelfde versregel(s) voorkomen. Dit gedeelte heet het refrein of de stok (ook: stockregel, stocregel of keervers). Het bevat vier even lange strofen van 8 tot 24 regels (bij voorkeur 15).
Deze vorm was zeer geliefd bij de rederijkers van de 16e eeuw. Oorspronkelijk bestond de laatste strofe uit een opdracht aan de voorzitter van de rederijkerskamer, die prince werd genoemd. De prince gaf doorgaans op wat de stok moest zijn. Bij refreinwedstrijden werd de stok opgegeven door de organiserende rederijkerskamer. Deze laatste strofe, die prince-strofe werd genoemd, begint dan met de aanhef "Prince, (...)". Vaak komt echter het aanspreken van een geliefde, Maria, God of toehoorders voor.
Bekende dichters die veel refreinen hebben geschreven, zijn Anthonis de Roovere en Anna Bijns.
Er zijn naar onderwerp drie soorten refreinen te onderscheiden:
- in 't vroede (in ernst)
- in 't amoureuze (in de liefde)
- in 't sotte (voor de grap of om te spotten, vaak met een "schuine" bijbedoeling).

Ook balladen hebben vaak een refrein en een princestrofe.